# Coleshill House

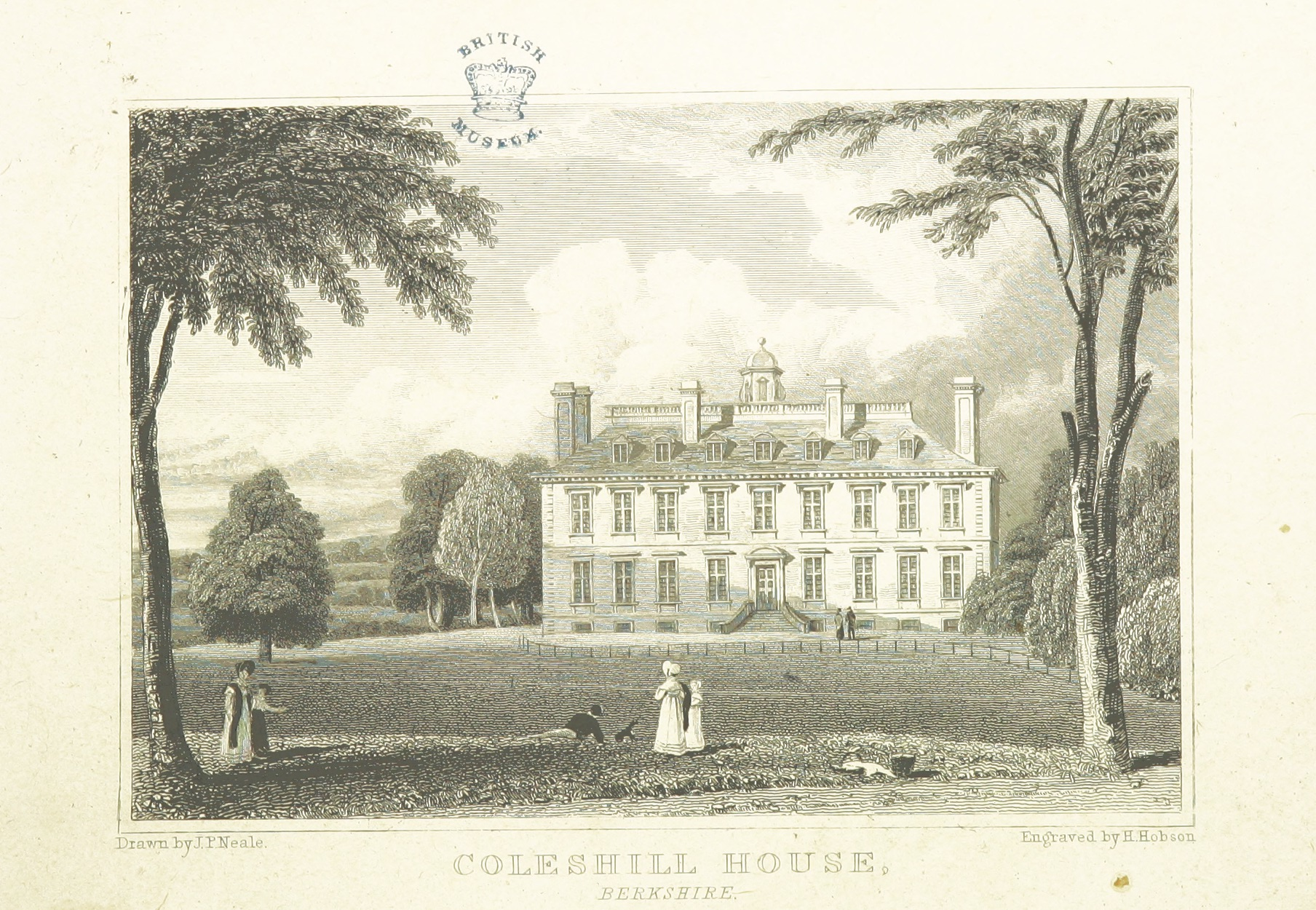
Coleshill House in einer Radierung von John Preston Neale (1818)

Coleshill House war ein Landhaus im Dorf Coleshill im Vale-of-White-Horse-Distrikt der englischen Grafschaft Oxfordshire (früher Berkshire).

## Grundherrschaft
Die Grundherrschaft von Coleshill wurde ursprünglich von William de Edingdon, dem Bischof von Winchester, der Priorei Bonnes-Hommes in Edington in Wiltshire verliehen. Nach Auflösung der Priorei fiel sie an Thomas Seymour und später an Anne, Duchess of Somerset.
1601 gehörte das Anwesen Sir Thomas Freake, der es 1626 an Henry Pratt, Ältermann der Stadt London, verkaufte. Dieser verstarb 1647 und sein Sohn, George Pratt, folgte ihm nach. Nach seinem Tod erbte seine Schwester das Anwesen und heiratete in die Familie Pleydell ein.

## Herrenhaus
In den 1660er-Jahren gehörte das Anwesen Sir George Pratt. Er und seine Frau Margaret erteilten den Auftrag zum Bau des Landhauses. Architekt war der Vetter des Grundstückseigentümers, Roger Pratt, der später, nach dem großen Brand von London 1666 zum Royal Commissioner für den Wiederaufbau der Stadt ernannt wurde. Ein Teil der Zeichnungen wird auch Inigo Jones zugeschrieben. Etwa 1662 wurde das Haus fertiggestellt.
Mit seinem einfachen, rechteckigen, symmetrischen Baukörper entsprach das Haus den damals modernen Häusern auf dem europäischen Festland, war jedoch an die Bedürfnisse eines englischen Landadeligen angepasst. Coleshill House hatte zwei Hauptgeschosse, sowie ein Tiefparterre und ein Dachgeschoss, dessen Räume durch Fenster in Dachgauben Licht bekamen. An jeder Hausecke befanden sich Kamine. Die Haupttreppe war in der Mittelhalle angeordnet, die so zu einer repräsentativen Empfangshalle wurde. Diese Doppeltreppe führte zu einer balustrierten Galerie. Die Balustrade war mit Früchten und Blumen aus Stuck verziert. Jeder Raum hatte eine Decke, die in einem anderen Stil verziert war.
Bis in die Mitte des 20. Jahrhunderts blieb Coleshill House ohne größere Umbauten erhalten. Sein Inneres war mit Familienporträts und alten Möbeln ausgestattet.

## Zweiter Weltkrieg und Zerstörung
Im Zweiten Weltkrieg war das Hauptquartier der Auxiliary Units, einer geheimen Eingreiftruppe für den Fall einer deutschen Invasion Großbritanniens, in Coleshill House untergebracht.
Am Ende des Krieges wurde das Anwesen an Ernest Cook verkauft. Er beauftragte 1952 Renovierungsarbeiten. Im Laufe dieser Arbeiten brach ein Brand aus, der das Haus bis auf die Außenmauern zerstörte. Eine Renovierung der Brandruine erschien nicht möglich, sodass Coleshill House komplett abgerissen wurde.

## Heute
Ernest Cook verstarb 1956. Er vermachte das Grundstück dem Staat, der es in die vom National Trust verwalteten Buscot and Coleshill Estates einfügte.
1989 wurde im bis heute erhaltenen Garten des Herrenhauses eine Buchshecke in Form des Grundrisses des abgebrannten Hauses gepflanzt. Der Garten ist im Rahmen von Führungen öffentlich zugänglich.
2012 wurde zum 60. Jahrestag des Verlustes des Landhauses eine Ausstellung des Künstlers Robert Silby eröffnet, der den Brand von seiner Schule aus beobachtet hatte.